# Canton de Desvres
Le canton de Desvres est une circonscription électorale française située dans le département du Pas-de-Calais et la région Hauts-de-France.
À la suite du redécoupage cantonal de 2014, les limites territoriales du canton sont remaniées. Le nombre de communes du canton passe de 23 à 52.

## Géographie

le canton de Desvres dans l'arrondissement de Boulogne-sur-Mer avant la réforme de 2015

Ce canton est organisé autour de Desvres dans l'arrondissement de Boulogne-sur-Mer. Son altitude varie de 22 m (Wirwignes) à 211 m (Lottinghen) pour une altitude moyenne de 91 m.

## Histoire
De 1833 à 1848, les cantons de Desvres et de Samer avaient le même conseiller général. Le nombre de conseillers généraux était limité à 30 par département.

## Représentation

### Conseillers d'arrondissement (de 1833 à 1940)
| Période | Période | Identité                             | Étiquette   | Qualité |
| ------- | ------- | ------------------------------------ | ----------- | --- |
| 1833    |         | Jacques Poulain-Sta                  |             | Juge de paix à Desvres                                                                                      |
|         |         |                                      |             | |
| 1871    | 1878    | Amédée Louis de Cormette (1817-1892) |             | Maire d'Henneveux                                                                                           |
|         |         |                                      |             | |
| av.1884 | 1892    | Félix Louis Vincent                  |             | Tanneur, maire de Desvres                                                                                   |
|         |         |                                      |             | |
| 1895    | 1919    | M. Lefebvre                          | Républicain | |
| 1919    | 1925    | Félix Delattre                       | Républicain | |
| 1925    | 1928    | Adolphe Vincent                      | RG          | Avocat, adjoint au maire de Desvres                                                                         |
| 1928    | 1940    | Marcel Menne                         | Radical     | Médecin à Desvres                                                                                           |
| 1940    |         |                                      |             | Les conseils d'arrondissement ont été suspendus par la loi du 12 octobre 1940 et n'ont jamais été réactivés |

### Conseillers généraux de 1833 à 2015
| Période | Période          | Identité                                            | Étiquette    | Qualité |
| ------- | ---------------- | --------------------------------------------------- | ------------ | --- |
| 1833    | 1846             | Augustin Gabriel Mauguet de la Sablonnière (1765-?) |              | Négociant Lieutenant-colonel de la Garde nationale et propriétaire à Boulogne                              |
| 1846    | 1856             | Constant Chauveau-Sire                              |              | Banquier, maire de Boulogne (1848-1849), ancien conseiller d'arrondissement                                |
| 1856    | 1878 (décès)     | Myrtil-Joseph Sénéca                                | Centre droit | Conseiller honoraire à la Cour de cassation Propriétaire du château d'Hoste Député de la Somme (1863-1870) |
| 1878    | 1892 (décès)     | Amédée de Cormette                                  |              | Propriétaire du château et Maire d'Henneveux, conseiller d'arrondissement                                  |
| 1892    | 1910 (décès)     | Félix Louis Vincent                                 | Républicain  | Rentier et tanneur Maire de Desvres (1874-1910), conseiller d'arrondissement                               |
| 1910    | 1928             | Victor Lengagne                                     | RG           | Maire de Desvres (1910-1918)                                                                               |
| 1928    | 1940             | Adolphe Vincent                                     | AD-RG        | Avocat, membre de cabinets ministériels, adjoint au maire de Desvres Député (1936-1940)                    |
|         |                  |                                                     |              | |
| 1945    | 1949             | Adolphe Vincent                                     | RGR          | Avocat Ancien député                                                                                       |
| 1949    | 1961             | Luc Cucheval                                        | DVD          | Médecin chiropracteur Maire de Colembert (1945-1977)                                                       |
| 1961    | 1973             | Raymond Dufour                                      | SFIO-PS      | Directeur d'école retraité Maire de Desvres                                                                |
| 1973    | 1979             | Solange Lehembre                                    | DVD puis UDF | Mère de famille Conseillère Municipale de Desvres                                                          |
| 1979    | 1992             | Michel Sergent                                      | PS           | Instituteur Maire de Desvres Député de 1983 à 1986 Sénateur depuis 1992                                    |
| 1992    | 1998             | Brigitte de Prémont                                 | RPR          | Agricultrice Maire de Bellebrune Députée (1995-1997)                                                       |
| 1998    | 2001 (démission) | Michel Sergent                                      | PS           | Instituteur Maire de Desvres Sénateur (1992-2011)                                                          |
| 2001    | 2004             | Brigitte de Prémont                                 | UMP          | Maire de Bellebrune                                                                                        |
| 2004    | 2015             | Claude Prudhomme                                    | PS           | Employé EDF Maire de Crémarest Président de la Communauté de Communes Desvres-Samer                        |

#### Résultats élections cantonales de 2004
|                | Claude Prudhomme     | PS             | 2 579  | 33,15  | 4 280  | 52,96  |  |  |  |
|                | Brigitte De Prémont* | UMP            | 2 552  | 32,81  | 3 802  | 47,04  |  |  |  |
|                | Stéphan Hazebart     | FN             | 794    | 10,21  |        |        |  |  |  |
|                | Jean-Michel Gugelot  | PCF            | 712    | 09,15  |        |        |  |  |  |
|                | Jean-Luc Marcotte    | DVD            | 570    | 07,33  |        |        |  |  |  |
|                | Max Papyle           | Les Verts      | 306    | 03,93  |        |        |  |  |  |
|                | Alexandre Brondel    | LO             | 266    | 03,42  |        |        |  |  |  |
|                |                      |                |        |        |        |        |  |  |  |
| Inscrits       | Inscrits             | Inscrits       | 11 001 | 100,00 | 11 008 | 100,00 |  |  |  |
| Abstentions    | Abstentions          | Abstentions    | 2 770  | 25,18  | 2 392  | 21,73  |  |  |  |
| Votants        | Votants              | Votants        | 8 231  | 74,82  | 8 616  | 78,27  |  |  |  |
| Blancs et nuls | Blancs et nuls       | Blancs et nuls | 452    | 05,49  | 534    | 06,20  |  |  |  |
| Exprimés       | Exprimés             | Exprimés       | 7 779  | 94,51  | 8 082  | 93,80  |  |  |  |

*sortant

### Représentation à partir de 2015
| Période élective | Période élective | Mandat | Mandat           | Identité               | Nuance | Nuance | Qualité                                                                                     |
| ---------------- | ---------------- | ------ | ---------------- | ---------------------- | ------ | ------ | ------------------------------------------------------------------------------------------- |
| 2015             | 2021             | 2015   | 2021             | Pascale Buret-Chaussoy |        | PS     | Professeur de lettres Maire-adjointe de Rinxent                                             |
| 2015             | 2021             | 2015   | 2020 (démission) | Claude Prudhomme       |        | PS     | Employé EDF Président de la CC de Desvres - Samer, maire de Crémarest depuis 1983           |
| 2015             | 2021             | 2020   | 2021             | Aimé Herduin           |        | PS     | Salarié de l'éducation nationale Maire de Carly                                             |
| 2021             | 2028             | 2021   | en cours         | Brigitte Bourguignon   |        | LREM   | Ministre déléguée auprès du ministre des Solidarités et de la Santé, chargée de l'Autonomie |
| 2021             | 2028             | 2021   | en cours         | Marc Sarpaux           |        | LREM   | Ancien cadre Maire d'Audinghen                                                              |

### Résultats détaillés

#### Élections de mars 2015
À l'issue du 1er tour des élections départementales de 2015, trois binômes sont en ballottage : Paul Barret et Marie-Christine Bourgeois (FN, 32,45 %), Pascale Buret-Chaussoy et Claude Prudhomme (PS, 30,82 %) et Philippe Leleu et Christèle Villedieu (Union de la Droite, 28,68 %). Le taux de participation est de 57,14 % (19 110 votants sur 33 443 inscrits) contre 51,81 % au niveau départemental et 50,17 % au niveau national.
Au second tour, Pascale Buret-Chaussoy et Claude Prudhomme (PS) sont élus avec 36,71 % des suffrages exprimés et un taux de participation de 59,13 % (6 934 voix pour 19 775 votants et 33 441 inscrits).

#### Élections de juin 2021
Le premier tour des élections départementales de 2021 est marqué par un très faible taux de participation (33,26 % au niveau national). Dans le canton de Desvres, ce taux de participation est de 33,89 % (11 746 votants sur 34 656 inscrits) contre 35,19 % au niveau départemental. À l'issue de ce premier tour, deux binômes sont en ballottage : Brigitte Bourguignon et Marc Sarpaux (Union au centre, 33,14 %) et Sophie Dufeutrel et Claude Lépine (RN, 23,13 %).
Le second tour des élections est marqué une nouvelle fois par une abstention massive équivalente au premier tour. Les taux de participation sont de 34,36 % au niveau national, 34,96 % dans le département et 34,8 % dans le canton de Desvres. Brigitte Bourguignon et Marc Sarpaux (Union au centre) sont élus avec 66,37 % des suffrages exprimés (7 137 voix pour 12 067 votants et 34 676 inscrits),,. 

## Composition

### Composition avant 2015
Le canton de Desvres regroupe 23 communes.
| Nom                  | Code Insee | Codepostal | Superficie (km2) | Population (dernière pop. légale) | Densité (hab./km2) |
| -------------------- | ---------- | ---------- | ---------------- | --------------------------------- | ------------------ |
| Desvres (chef-lieu)  | 62268      | 62240      | 9,42             | 5 142 (2012)                      | 546                |
| Alincthun            | 62022      | 62142      | 9,88             | 334 (2012)                        | 34                 |
| Bainghen             | 62076      | 62850      | 6,69             | 188 (2012)                        | 28                 |
| Bellebrune           | 62104      | 62142      | 5,32             | 353 (2012)                        | 66                 |
| Belle-et-Houllefort  | 62105      | 62142      | 9,14             | 543 (2012)                        | 59                 |
| Bournonville         | 62165      | 62240      | 8,71             | 235 (2012)                        | 27                 |
| Brunembert           | 62179      | 62240      | 6,11             | 398 (2012)                        | 65                 |
| Colembert            | 62230      | 62142      | 9,92             | 803 (2012)                        | 81                 |
| Courset              | 62251      | 62240      | 10,24            | 506 (2012)                        | 49                 |
| Crémarest            | 62255      | 62240      | 11,69            | 815 (2012)                        | 70                 |
| Henneveux            | 62429      | 62142      | 5,49             | 315 (2012)                        | 57                 |
| Longfossé            | 62524      | 62240      | 10,22            | 1 420 (2012)                      | 139                |
| Longueville          | 62526      | 62142      | 3,49             | 129 (2012)                        | 37                 |
| Lottinghen           | 62530      | 62240      | 10,11            | 553 (2012)                        | 55                 |
| Menneville           | 62566      | 62240      | 5,27             | 717 (2012)                        | 136                |
| Nabringhen           | 62599      | 62142      | 4,17             | 177 (2012)                        | 42                 |
| Quesques             | 62678      | 62240      | 13,73            | 618 (2012)                        | 45                 |
| Saint-Martin-Choquel | 62759      | 62240      | 6,18             | 472 (2012)                        | 76                 |
| Selles               | 62786      | 62240      | 6,35             | 323 (2012)                        | 51                 |
| Senlecques           | 62789      | 62240      | 2,01             | 264 (2012)                        | 131                |
| Vieil-Moutier        | 62853      | 62240      | 5,77             | 390 (2012)                        | 68                 |
| Le Wast              | 62880      | 62142      | 0,93             | 203 (2012)                        | 218                |
| Wirwignes            | 62896      | 62240      | 12,47            | 739 (2012)                        | 59                 |

### Composition depuis 2015
Le nouveau canton de Desvres comprend 52 communes entières.
| Nom                             | Code Insee | Intercommunalité             | Superficie (km2) | Population (dernière pop. légale) | Densité (hab./km2) | Modifier                                    |
| ------------------------------- | ---------- | ---------------------------- | ---------------- | --------------------------------- | ------------------ | ------------------------------------------- |
| Desvres (bureau centralisateur) | 62268      | CC de Desvres - Samer        | 9,42             | 4 827 (2022)                      | 512                | modifier les données · modifier les données |
| Alincthun                       | 62022      | CC de Desvres - Samer        | 9,88             | 296 (2022)                        | 30                 | modifier les données · modifier les données |
| Ambleteuse                      | 62025      | CC de la Terre des Deux Caps | 5,45             | 2 010 (2022)                      | 369                | modifier les données · modifier les données |
| Audembert                       | 62052      | CC de la Terre des Deux Caps | 7,50             | 435 (2022)                        | 58                 | modifier les données · modifier les données |
| Audinghen                       | 62054      | CC de la Terre des Deux Caps | 13,09            | 623 (2022)                        | 48                 | modifier les données · modifier les données |
| Audresselles                    | 62056      | CC de la Terre des Deux Caps | 5,72             | 616 (2022)                        | 108                | modifier les données · modifier les données |
| Bazinghen                       | 62089      | CC de la Terre des Deux Caps | 13,20            | 408 (2022)                        | 31                 | modifier les données · modifier les données |
| Belle-et-Houllefort             | 62105      | CC de Desvres - Samer        | 9,14             | 524 (2022)                        | 57                 | modifier les données · modifier les données |
| Bellebrune                      | 62104      | CC de Desvres - Samer        | 5,32             | 429 (2022)                        | 81                 | modifier les données · modifier les données |
| Beuvrequen                      | 62125      | CC de la Terre des Deux Caps | 4,75             | 459 (2022)                        | 97                 | modifier les données · modifier les données |
| Bournonville                    | 62165      | CC de Desvres - Samer        | 8,71             | 226 (2022)                        | 26                 | modifier les données · modifier les données |
| Brunembert                      | 62179      | CC de Desvres - Samer        | 6,11             | 394 (2022)                        | 64                 | modifier les données · modifier les données |
| Carly                           | 62214      | CC de Desvres - Samer        | 6,31             | 633 (2022)                        | 100                | modifier les données · modifier les données |
| Colembert                       | 62230      | CC de Desvres - Samer        | 9,92             | 907 (2022)                        | 91                 | modifier les données · modifier les données |
| Courset                         | 62251      | CC de Desvres - Samer        | 10,24            | 509 (2022)                        | 50                 | modifier les données · modifier les données |
| Crémarest                       | 62255      | CC de Desvres - Samer        | 11,69            | 802 (2022)                        | 69                 | modifier les données · modifier les données |
| Doudeauville                    | 62273      | CC de Desvres - Samer        | 13,74            | 605 (2022)                        | 44                 | modifier les données · modifier les données |
| Ferques                         | 62329      | CC de la Terre des Deux Caps | 8,97             | 1 788 (2022)                      | 199                | modifier les données · modifier les données |
| Halinghen                       | 62402      | CC de Desvres - Samer        | 5,53             | 309 (2022)                        | 56                 | modifier les données · modifier les données |
| Henneveux                       | 62429      | CC de Desvres - Samer        | 5,49             | 274 (2022)                        | 50                 | modifier les données · modifier les données |
| Hervelinghen                    | 62444      | CC de la Terre des Deux Caps | 5,89             | 220 (2022)                        | 37                 | modifier les données · modifier les données |
| Lacres                          | 62483      | CC de Desvres - Samer        | 8,23             | 249 (2022)                        | 30                 | modifier les données · modifier les données |
| Landrethun-le-Nord              | 62487      | CC de la Terre des Deux Caps | 7,70             | 1 242 (2022)                      | 161                | modifier les données · modifier les données |
| Leubringhen                     | 62503      | CC de la Terre des Deux Caps | 7,98             | 294 (2022)                        | 37                 | modifier les données · modifier les données |
| Leulinghen-Bernes               | 62505      | CC de la Terre des Deux Caps | 6,90             | 535 (2022)                        | 78                 | modifier les données · modifier les données |
| Longfossé                       | 62524      | CC de Desvres - Samer        | 10,22            | 1 515 (2022)                      | 148                | modifier les données · modifier les données |
| Longueville                     | 62526      | CC de Desvres - Samer        | 3,49             | 147 (2022)                        | 42                 | modifier les données · modifier les données |
| Lottinghen                      | 62530      | CC de Desvres - Samer        | 10,11            | 541 (2022)                        | 54                 | modifier les données · modifier les données |
| Maninghen-Henne                 | 62546      | CC de la Terre des Deux Caps | 3,99             | 329 (2022)                        | 82                 | modifier les données · modifier les données |
| Marquise                        | 62560      | CC de la Terre des Deux Caps | 13,46            | 5 169 (2022)                      | 384                | modifier les données · modifier les données |
| Menneville                      | 62566      | CC de Desvres - Samer        | 5,27             | 652 (2022)                        | 124                | modifier les données · modifier les données |
| Nabringhen                      | 62599      | CC de Desvres - Samer        | 4,17             | 233 (2022)                        | 56                 | modifier les données · modifier les données |
| Offrethun                       | 62636      | CC de la Terre des Deux Caps | 2,62             | 273 (2022)                        | 104                | modifier les données · modifier les données |
| Quesques                        | 62678      | CC de Desvres - Samer        | 13,73            | 722 (2022)                        | 53                 | modifier les données · modifier les données |
| Questrecques                    | 62679      | CC de Desvres - Samer        | 5,84             | 333 (2022)                        | 57                 | modifier les données · modifier les données |
| Rety                            | 62705      | CC de la Terre des Deux Caps | 18,25            | 2 050 (2022)                      | 112                | modifier les données · modifier les données |
| Rinxent                         | 62711      | CC de la Terre des Deux Caps | 8,38             | 3 007 (2022)                      | 359                | modifier les données · modifier les données |
| Saint-Inglevert                 | 62751      | CC de la Terre des Deux Caps | 6,60             | 814 (2022)                        | 123                | modifier les données · modifier les données |
| Saint-Martin-Choquel            | 62759      | CC de Desvres - Samer        | 6,18             | 444 (2022)                        | 72                 | modifier les données · modifier les données |
| Samer                           | 62773      | CC de Desvres - Samer        | 16,78            | 4 642 (2022)                      | 277                | modifier les données · modifier les données |
| Selles                          | 62786      | CC de Desvres - Samer        | 6,35             | 304 (2022)                        | 48                 | modifier les données · modifier les données |
| Senlecques                      | 62789      | CC de Desvres - Samer        | 2,01             | 255 (2022)                        | 127                | modifier les données · modifier les données |
| Tardinghen                      | 62806      | CC de la Terre des Deux Caps | 8,72             | 150 (2022)                        | 17                 | modifier les données · modifier les données |
| Tingry                          | 62821      | CC de Desvres - Samer        | 11,36            | 293 (2022)                        | 26                 | modifier les données · modifier les données |
| Verlincthun                     | 62845      | CC de Desvres - Samer        | 7,02             | 514 (2022)                        | 73                 | modifier les données · modifier les données |
| Vieil-Moutier                   | 62853      | CC de Desvres - Samer        | 5,77             | 385 (2022)                        | 67                 | modifier les données · modifier les données |
| Wacquinghen                     | 62867      | CC de la Terre des Deux Caps | 2,47             | 261 (2022)                        | 106                | modifier les données · modifier les données |
| Le Wast                         | 62880      | CC de Desvres - Samer        | 0,93             | 203 (2022)                        | 218                | modifier les données · modifier les données |
| Wierre-au-Bois                  | 62888      | CC de Desvres - Samer        | 3,83             | 228 (2022)                        | 60                 | modifier les données · modifier les données |
| Wierre-Effroy                   | 62889      | CC de la Terre des Deux Caps | 18,91            | 845 (2022)                        | 45                 | modifier les données · modifier les données |
| Wirwignes                       | 62896      | CC de Desvres - Samer        | 12,47            | 743 (2022)                        | 60                 | modifier les données · modifier les données |
| Wissant                         | 62899      | CC de la Terre des Deux Caps | 12,79            | 847 (2022)                        | 66                 | modifier les données · modifier les données |
| Canton de Desvres               | 6222       |                              | 428,60           | 45 513 (2022)                     | 106                | modifier les données                        |

## Démographie

### Démographie avant 2015
| 1962   | 1968   | 1975   | 1982   | 1990   | 1999   | 2006   | 2011   | 2012   |
| ------ | ------ | ------ | ------ | ------ | ------ | ------ | ------ | ------ |
| 13 321 | 13 342 | 13 406 | 13 209 | 13 666 | 14 164 | 14 646 | 15 549 | 15 637 |

### Démographie depuis 2015
En 2022, le canton comptait 45 513 habitants, en évolution de +1,17 % par rapport à 2016 (Pas-de-Calais : −0,72 %, France hors Mayotte : +2,11 %).
| 2013   | 2018   | 2022   |
| ------ | ------ | ------ |
| 44 410 | 45 422 | 45 513 |